# Українська кримінологічна енциклопедія
Перший в незалежній Україні галузевий звід наукових знань у сфері теорії і практики протидії злочинності. Читачеві надається можливість ознайомитися з двома умовними блоками довідкової інформації. Перший – містить відомості про видатних особистостей, чиї здобутки у вказаній сфері мають визначальний характер для української наукової думки про злочинність. Другий – присвячено огляду, опису, тлумаченню категорій, понять, що сформувалися та використовуються у дослідженнях з проблем кримінології, кримінального, кримінально-виконавчого, кримінального процесуального та інших галузей права, а також кримінально-превентивній практиці; наводяться стислі наукові коментарі з питань історії становлення та сучасного стану кримінології; розглянуто кримінологічні, кримінально-правові та кримінально-виконавчі аспекти поліцейської роботи. Значна увага приділена характеристиці таких видів злочинності, як організована, корупційна, рецидивна, професійна, економічна, насильницька, жіноча, неповнолітніх, екологічна, необережна, пенітенціарна, а також розгляду таких фонових для злочинності явищ як алкоголізація, наркотизація, нелегальна міграція, безпритульність, суїцидальність, расизм, ксенофобія та ін. 
Кримінологічна термінологія та відомості про науковців викладені за алфавітним принципом, на підставі комплексного застосування методологій діалектики, герменевтики і компаративістики, методів історичного, системного, структурно-функціонального аналізу. Авторами глибоко і всебічно проаналізовано та опрацьовано значний обсяг спеціальної юридичної літератури і кримінологічних джерел, предметом вивчення яких виступають кримінологічні явища. Здійснено цілісне дослідження матеріалів юридичної практики, у тому числі зарубіжної, їх вплив на законотворчу діяльність держави в контексті захисту прав людини і громадянина та запобігання злочинам. Значна частина викладених положень за своєю суттю є інноваційними, що поглиблює концептуальні положення, які стосуються подальшого розвитку кримінології.
За підсумками 2017 року Енциклопедію було визнано переможцем у номінації «Довідкові видання» на Всеукраїнському конкурсі на краще правниче видання. Пізніше книгу було перевидано у двох томах під назвою "Велика українська кримінологічна енциклопедія. У 2 т.".

## Бібліографічний опис
Українська кримінологічна енциклопедія / за заг. ред. В. В. Чернєя, В. В. Сокуренка ; упоряд. О. М. Джужа, О. М. Литвинов. Київ : Харк. нац. ун-т  внутр. справ ; Нац. акад. внутр. справ, Кримін. асоц. України, Золота миля. 2017. 804 с.